# Roland Urban
Roland Urban (Smržovka, 29 marzo 1940 – Smržovka, 26 febbraio 2011) è stato uno slittinista cecoslovacco, dal 1993 ceco.

## Partecipazioni olimpiche
| Competizione | Pos. | Data             | Città     |
| ------------ | ---- | ---------------- | --------- |
| Singolo      | DNF  | 4 febbraio 1964  | Innsbruck |
| Doppio       | 12ª  | 5 febbraio 1964  | Innsbruck |
| Singolo      | 27ª  | 4 febbraio 1968  | Grenoble  |
| Doppio       | 12ª  | 18 febbraio 1968 | Grenoble  |